# ケビン・アンダーソン
ケビン・アンダーソン（Kevin Anderson, 1986年5月18日 - ）は、南アフリカ・ヨハネスブルグ出身の男子プロテニス選手。これまでにATPツアーでシングルス7勝、ダブルス1勝を挙げている。ATPランキング自己最高位はシングルス5位、ダブルス58位。身長203cm、体重94kg。右利き、バックハンド・ストロークは両手打ち。

## 選手経歴

### ジュニア時代
アンダーソンは6歳でテニスを始める。学生時代には800メートル競走もしていた。12歳のときにはラファエル・ナダルとITF男子サーキットで対戦したことがあった。

### 2007年 プロ転向
アメリカのイリノイ大学に留学しNCAAでのプレーを経て、2007年にプロに転向。

### 2008年 グランドスラム初出場
4大大会では2008年全豪オープン男子シングルスで予選を勝ち上がり初出場し、1回戦でアレハンドロ・ファジャに7-5, 5-7, 7-6(8), 2-6, 5-7で敗れた。3月のテニス・チャンネル・オープンで予選から勝ち上がり決勝に進出。サム・クエリーに6–4, 3–6, 4–6で敗れ準優勝となった。マイアミ・マスターズでは2回戦で当時3位のノバク・ジョコビッチを7-6(1), 3-6, 6-4で破り初めてトップ10プレイヤーに勝利した。8月の北京五輪にも出場し、シングルス2回戦でニコラス・キーファーに4-6, 7-6(4), 4-6で敗れた。

### 2010年 グランドスラム3回戦進出
2010年全米オープン1回戦でソムデブ・デバルマンを6-3, 6-4, 6-3で破り初めて4大大会で初戦を突破し、2回戦でトマス・ベルッシを6-7(4), 6-4, 5-7, 6-4, 7-6(2)で破り3回戦に進出した。リシャール・ガスケに4-6, 6-7(3), 5-7で敗れた。

### 2011年 ツアー初優勝
2011年2月の地元のSAテニスオープンで2度目の決勝に進出。ソムデブ・デバルマンを4–6, 6–3, 6–2で破りツアー初優勝を果たした。この優勝でランキングを40位に上げトップ50に定着するようになる。8月のロジャーズ・カップでは2回戦で当時4位のアンディ・マリーを6-3, 6-1で破った。この年の11月に結婚した。

### 2012年 ツアー2勝目
2012年2月のデルレイビーチ国際テニス選手権では決勝でマリンコ・マトセビッチを6–4, 7–6(2)で破りツアー2勝目を挙げた。

### 2013年 グランドスラム4回戦進出
2013年全豪オープンの3回戦でフェルナンド・ベルダスコを4-6, 6-3, 4-6, 7-6, 6-2で破り、4大大会のシングルスで初めて4回戦に進出した。トマーシュ・ベルディハに3-6, 2-6, 6-7で敗れた。全仏オープンも4回戦に進出するもダビド・フェレールに3-6, 1-6, 1-6で敗れた。

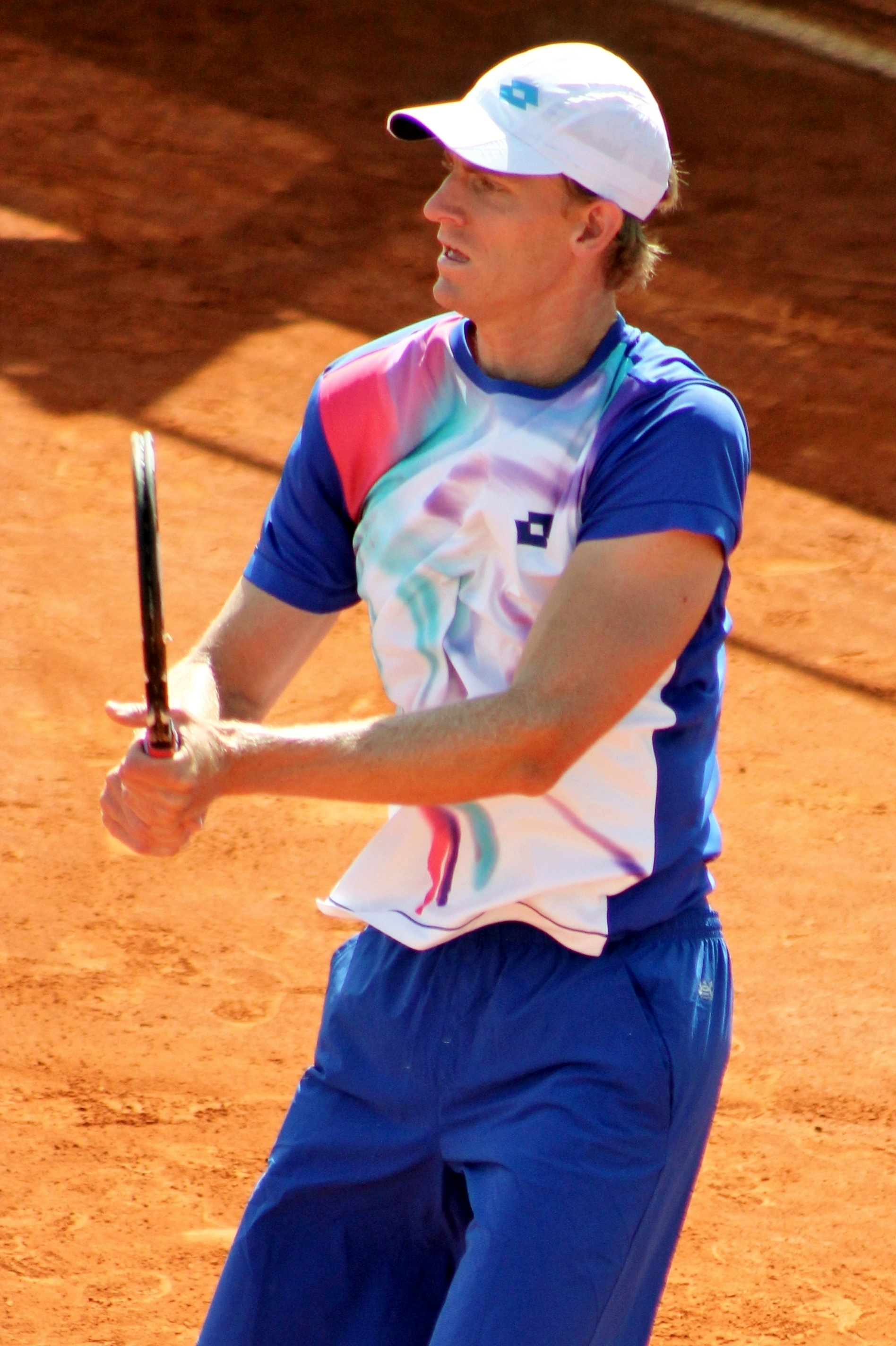
2014年マドリード・オープンでのケビン・アンダーソン

### 2015年 全米ベスト8 トップ10入り
2月に行われたメンフィス・オープンは決勝まで進出し、第1シードの錦織圭に4-6, 4-6で敗れ準優勝。錦織に同大会3連覇を許す形となった。
6月のエイゴン選手権では第2シードのスタン・ワウリンカ、第7シードのジル・シモンなどを破り決勝に進出するも第1シードのアンディ・マリーに3-6, 4-6で敗れた。
続くウィンブルドン選手権では4回戦で世界ランキング1位のノバク・ジョコビッチ相手に2セットアップするも7-6(6), 7-6(6), 1-6, 4-6, 5-7で逆転負けした。
全米直前のウィンストン・セーラム・オープンでは決勝でピエール＝ユーグ・エルベールを破り3年ぶりのツアー優勝を果たした。
全米オープンでは4回戦で第3シードのアンディ・マリーを7-6(5), 6-3, 6-7(2), 7-6(0)で勝利し自身初4大大会のベスト8進出。準々決勝では第5シードのスタン・ワウリンカに4-6, 4-6, 0-6で敗れた。10月12日付の世界ランキングで10位を記録し、南アフリカ共和国の選手としてはウェイン・フェレイラ以来となるトップ10入りを果たした。

### 2016年 怪我との闘い

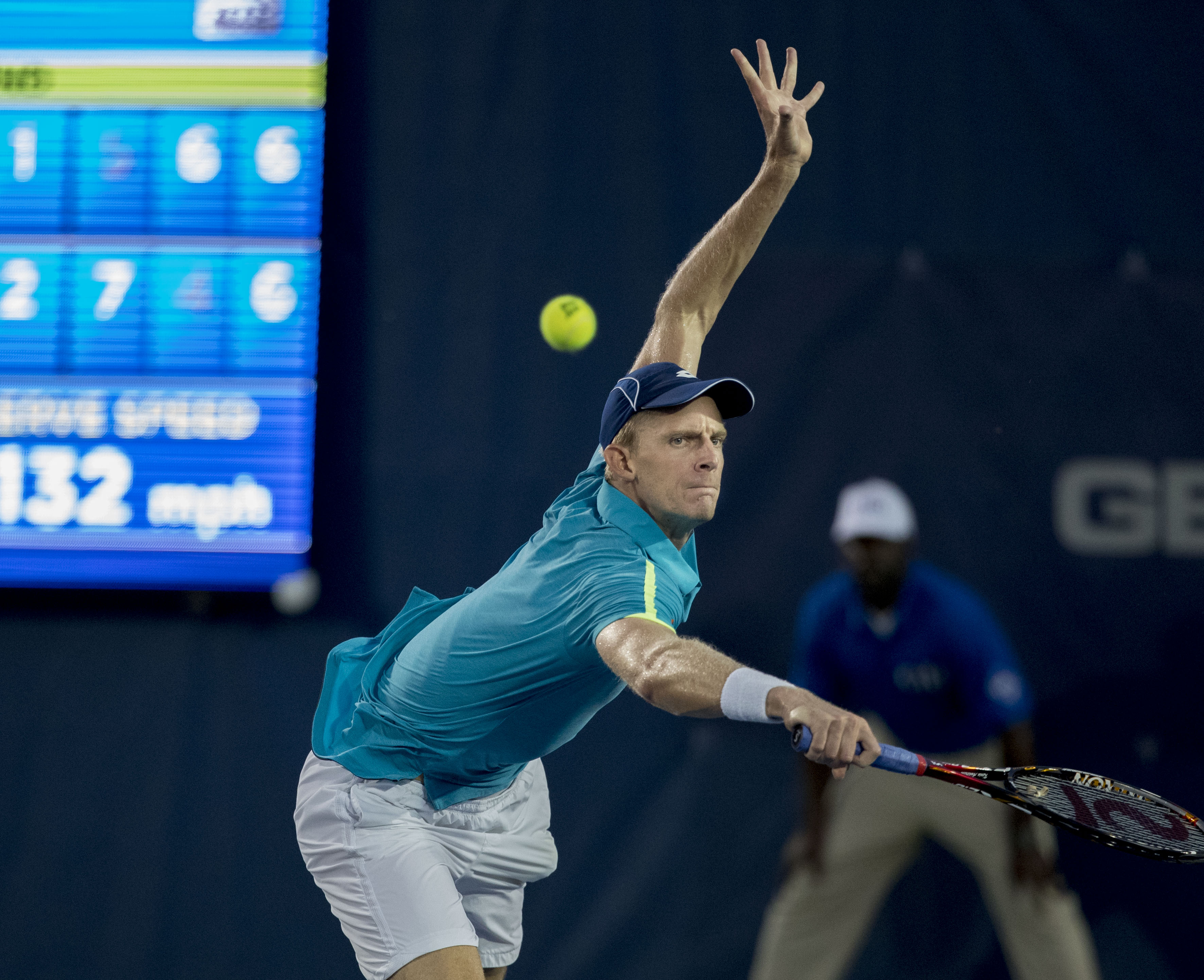
2016年シティ・オープンでのケビン・アンダーソン

怪我のため、全豪オープンの1回戦を途中棄権。2月のデルレイビーチ・オープンでも途中棄権し、結局5月までツアーを離脱した。その後も早期敗退が続き、全仏オープンではステファン・ロベール、ウィンブルドンではデニス・イストミンにそれぞれ初戦敗退を喫した。ロジャーズ・カップでは準々決勝進出を果たしたものの、昨年ベスト8に入った全米オープンではジョー＝ウィルフリード・ツォンガに敗れ3回戦止まりとなった。そのポイント失効の影響もあり、年間最終ランクは67位まで下落した。

### 2017年 全米準優勝

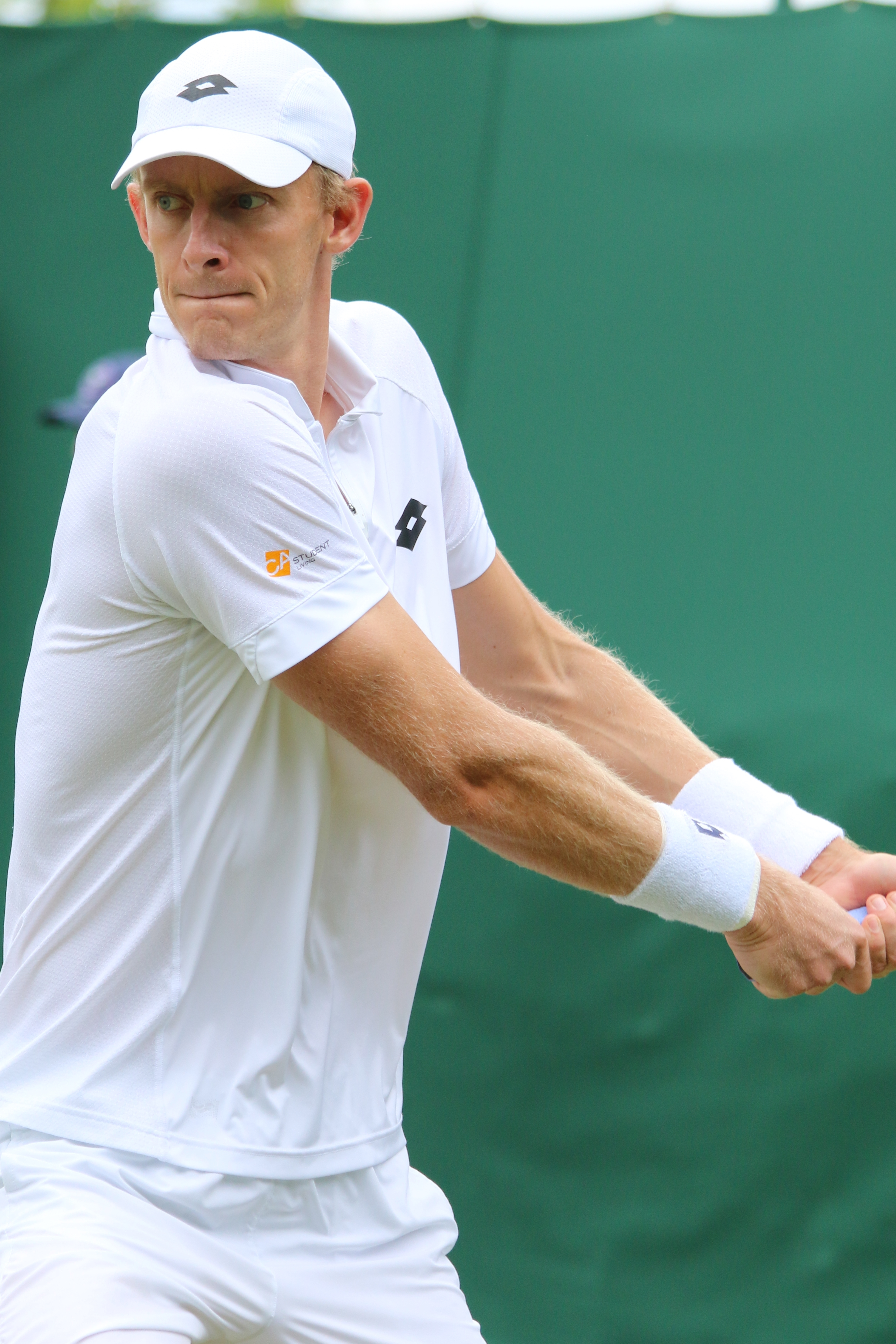
2017年ウィンブルドン選手権でのケビン・アンダーソン

全豪オープンは欠場して、シーズン序盤は早期敗退が続いた。全仏オープンではノーシードでの出場だったが2回戦でニック・キリオスに逆転勝利し、3回戦も勝ち進む。4回戦はマリン・チリッチに1セットを握られ、その後途中棄権したものの、四大大会では2年近く遠ざかっていたベスト16という結果を残す。ウィンブルドン選手権でも3回戦を勝ち上がり4回戦へ進出。4回戦では今大会セミファイナリストサム・クエリーとの試合となり、フルセットまで縺れ込む熱戦となったものの敗退した。
シティ・オープンでは3回戦でTOP10の一員である第1シードドミニク・ティームを破る。準々決勝ではユキ・バンブリに勝利。準決勝では第8シードのジャック・ソックに勝利。決勝では第5シードアレクサンダー・ズベレフに敗退したもののこの大会を準優勝で終える。ロジャーズ・カップでは2回戦でパブロ・カレーニョ・ブスタに勝利。3回戦ではサム・クエリーに勝利。しかし準々決勝ではまたもズベレフとの対戦、ストレートで敗退しベスト8となった。
迎えた全米オープンでは、第28シードとして出場。3回戦までを全てストレートで勝利し4回戦でパオロ・ロレンツィに勝利し、2015年以来の四大大会並びに全米オープン準々決勝へ駒を進める。準々決勝では地元アメリカのサム・クエリーとの対決を制す。準決勝ではパブロ・カレーニョ・ブスタに1セットを握られるものの、4-6, 7-5, 6-3, 6-4で逆転勝利し四大大会では初の決勝進出。決勝では世界ランキング1位、第1シードのラファエル・ナダル相手に3-6, 3-6, 4-6のストレートで敗退したが四大大会初の準優勝という成績を残した。シーズン開幕時のランキング67位から、2017年最終ランキングは14位。

### 2018年 ウィンブルドン準優勝 ATPファイナルズベスト4 世界5位
年始のタタ・オープンでは準優勝。全豪オープンでは初戦敗退。2月のニューヨーク・オープンでは準決勝で第5シードの錦織圭にフルセットで勝利、決勝は第2シードのサム・クエリーに勝利しツアー4勝目を挙げる。大会後の世界ランキングでトップ10復帰を果たした。メキシコ・オープンでも決勝に進出したが、第6シードのフアン・マルティン・デル・ポトロに敗れ準優勝となった。BNPパリバ・オープン、マイアミ・オープンではどちらもベスト8の成績を残す。ムチュア・マドリード・オープンで、マスターズ1000で初めてベスト4に進出するも、準決勝は第5シードのドミニク・ティームに敗れた。
ウィンブルドンでは準々決勝で第1シードのロジャー・フェデラーに2-6, 6-7(5), 7-5, 6-4, 13-11で逆転勝利、準決勝で第9シードのジョン・イスナーに7-6(6), 6-7(5), 6-7(9), 6-4, 26-24で歴代2位の試合時間となる6時間36分の死闘を制し、ウィンブルドンで初の決勝進出を果たす。決勝では第12シードのノバク・ジョコビッチに2-6, 2-6, 6-7(3)のストレートで敗れ、グランドスラム初優勝とはならなかった。7月16日付の世界ランキングで自己最高の5位を記録し、32歳で初のトップ5入りを果たす。
ロジャーズ・カップでは、第5シードのグリゴール・ディミトロフに勝利し準決勝進出したが、ジョコビッチなどのトップ10選手をこの大会で既に3人破った若手ステファノス・シチパスに敗れた。前年度準優勝した全米オープンでは、第5シードとして出場し3回戦で第28シードのデニス・シャポバロフを破るも、4回戦で第9シードのティームにストレートで敗れた。10月のエルステ・バンク・オープン決勝で錦織圭に勝利しATP500で初優勝。
レースランキング6位で初出場を果たしたATPファイナルズは、ラウンドロビン第1戦でティーム、第2戦で錦織に勝利し、第3戦でフェデラーに敗れるも2勝1敗の2位で準決勝進出、準決勝でジョコビッチに2-6, 2-6で敗れた。年間最終ランキングは6位と初めてトップ10でシーズンを終える。

### 2019年 ツアー6勝目
年始のマハラシュトラ・オープンでは決勝でイボ・カロビッチを7-6(4), 6-7(2), 7-6(5)で破り、キャリア6勝目を挙げた。
全豪オープンでは1回戦でアドリアン・マナリノを破るがフランシス・ティアフォーに敗退したが、肘の故障により、約2か月間のツアー離脱。
復帰戦のマイアミ・オープンではベスト16入りしたが、準々決勝でロジャー・フェデラーに敗れた。クレーコートシーズンは肘のリハビリのためクレーシーズン全大会欠場を発表。
ウィンブルドン選手権では3回戦でギド・ペラに敗れた。右膝の故障のため、9月12日に同部位の手術を受けたこととシーズンの終了を自身のSNSで報告した。年間最終ランキングは91位まで急落した。

### 2020年 ATP杯初出場
ATPカップでは母国南アフリカ共和国代表として復帰。予選でのグループステージでフランスのブノワ・ペール、チリのクリスチャン・ガリンを破るがセルビアのノバク・ジョコビッチに敗れ、ラウンドロビン敗退。
全豪オープン2回戦ではテイラー・フリッツに2セットアップからの逆転で敗退。その後は右膝の半月板の手術を受けた。ウエスタン・アンド・サザン・オープンでは1回戦でカイル・エドマンドを破るが、2回戦でステファノス・チチパスに敗れた。全米オープンでは1回戦で第5シードのアレクサンダー・ズベレフに敗れた。全仏オープンでは3回戦ではアンドレイ・ルブレフに敗れた。パリ・マスターズでは2回戦でダニール・メドベージェフ戦で途中棄権。膝の怪我による影響もあり、年間最終ランキングは81位。

### 2021年 ツアー7勝目 ツアー通算350勝

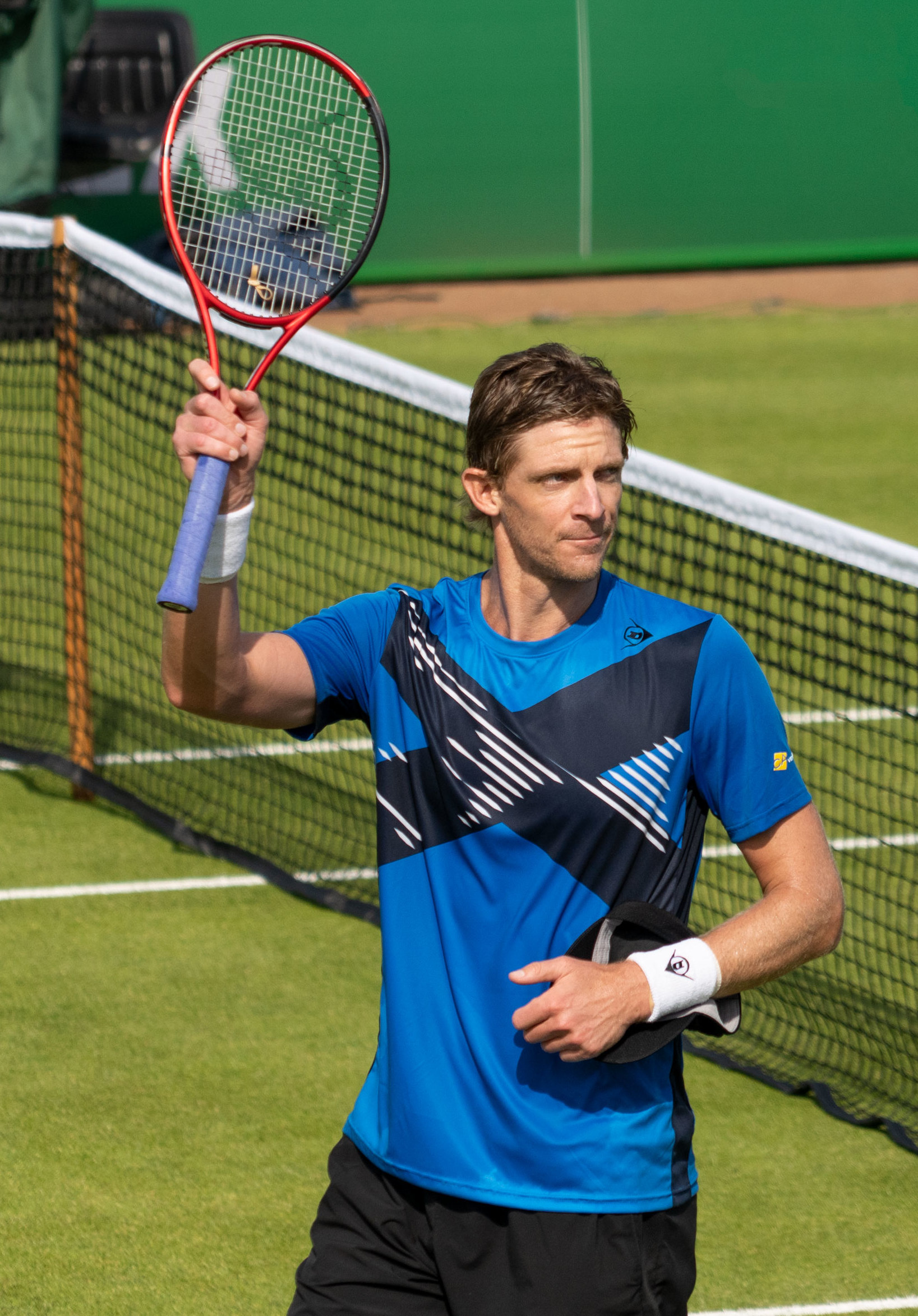
2021年ノッティンガム・オープンでのケビン・アンダーソン

全豪オープンでは1回戦で第9シードのマッテオ・ベレッティーニにストレートで敗れた。マイアミ・オープンでは1回戦でダミル・ジュムールに敗れた。ミレニアム・エストリル・オープンではフランシス・ティアフォーらを破り、ベスト8入り。しかし、準々決勝ではマリン・チリッチとの対戦で1セット目終了後に棄権。全仏オープンでは1回戦で權順宇に敗退。ウィンブルドン選手権2回戦では第1シードのノバク・ジョコビッチにストレートで敗れた。

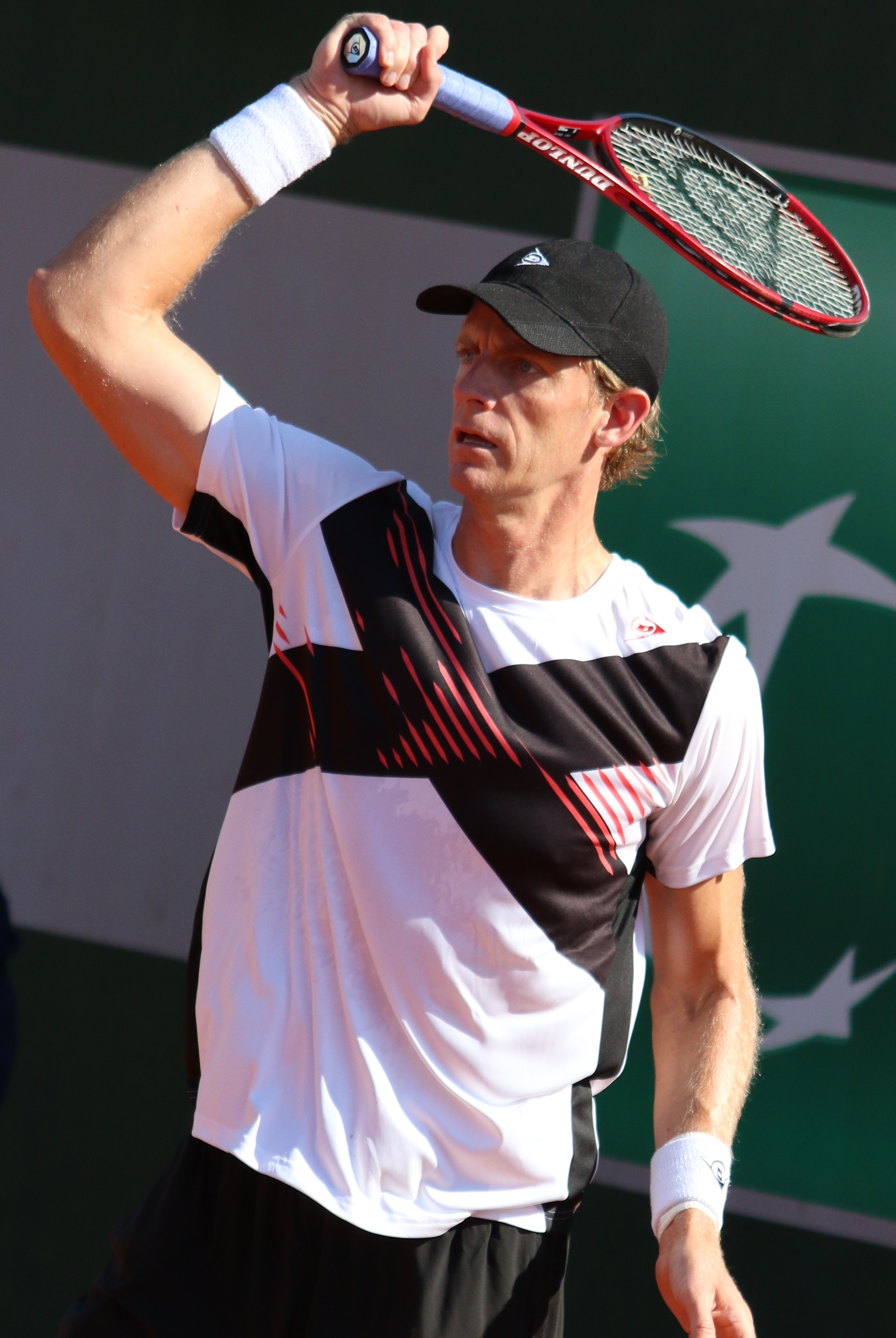
2021年全仏オープンでのケビン・アンダーソン

テニス殿堂選手権にワイルドカードで出場。ジャック・ソック、アレクサンダー・ブブリクらを破り、決勝進出。決勝でジェンソン・ブルックスビーを7–6, 6–4で破り、ツアー7勝目を挙げた。約1年半ぶりのツアー優勝を果たしたことで世界ランキングを113位から74位まで上げた、ツアー通算350勝を達成した。全米オープンでは1回戦でイジー・ベセリーにフルセットの末に勝利。2回戦では第11シードのディエゴ・シュワルツマンにストレートで敗れた。BNPパリバ・オープンの3回戦ではガエル・モンフィスに敗れた。パリ・マスターズでは予選でユーゴ・ガストンに敗れて、シーズン終了。年間最終ランキングでは80位。

### 2022年 現役引退
全豪オープンでは1回戦で第23シードのライリー・オペルカに3-6, 4-6, 6-7(3)のストレートで敗れた。3月のマイアミ・オープンが現役最後の出場となり、5月3日に自身のSNSを通じて現役引退を表明した。予選を通過し、本戦1回戦にてフアン・マヌエル・セルンドロに敗れ、現役引退となった。

### 2023年 現役復帰
7月、現役引退をしてから約1年、最後のツアー優勝となったテニス殿堂選手権にて現役復帰をすると発表した。そして1回戦でガブリエル・ディアロを6-3, 6-2、2回戦でハリス・ブラアワーを6-3, 7-6(6)で下して復帰早々、ベスト8進出を果たす。準々決勝ではウゴ・アンベールに2-6, 4-6で敗れた。

## プレースタイル
203cmの高身長から打たれる高速サーブが武器。
アンダーソンのような所謂ビッグサーバーと呼ばれる高身長の選手は、低い打点のグラウンドストロークを苦手とすることが多い。
彼もその中の1人だったが、昨今はグラウンドストロークの技術が向上し、フォアハンドを軸としたラリー戦も得意にしている
。

## 主要大会決勝

### グランドスラム決勝

#### シングルス:2(準優勝2回）
| 結果   | 年     | 大会           | サーフェス | 相手                 | スコア             |
| ------ | ------ | -------------- | ---------- | -------------------- | ------------------ |
| 準優勝 | 2017年 | 全米オープン   | ハード     | ラファエル・ナダル   | 3-6, 3-6, 4-6      |
| 準優勝 | 2018年 | ウィンブルドン | 芝         | ノバク・ジョコビッチ | 2-6, 2-6, 6-7(3-7) |

## ATPツアー決勝進出結果

### シングルス: 20回 (7勝13敗)
| 大会グレード                    |
| グランドスラム (0–2)            |
| ATPファイナルズ (0–0)           |
| ATPツアー・マスターズ1000 (0–0) |
| ATPツアー500 (1–4)              |
| ATPツアー250 (6–7)              |

| サーフェス別タイトル |
| ハード (6–10)        |
| クレー (0–1)         |
| 芝 (1–2)             |
| カーペット (0–0)     |

| 結果   | No. | 決勝日         | 大会                   | サーフェス    | 対戦相手                         | スコア                       |
| ------ | --- | -------------- | ---------------------- | ------------- | -------------------------------- | ---------------------------- |
| 準優勝 | 1.  | 2008年3月9日   | ラスベガス             | ハード        | サム・クエリー                   | 6-4, 3-6, 4-6                |
| 優勝   | 1.  | 2011年2月6日   | ヨハネスブルグ         | ハード        | ソムデブ・デバルマン             | 4-6, 6-3, 6-2                |
| 優勝   | 2.  | 2012年3月4日   | デルレイビーチ         | ハード        | マリンコ・マトセビッチ           | 6-4, 7-6(7-2)                |
| 準優勝 | 2.  | 2013年1月12日  | シドニー               | ハード        | バーナード・トミック             | 3-6, 7-6(7-2), 3-6           |
| 準優勝 | 3.  | 2013年4月14日  | カサブランカ           | クレー        | トミー・ロブレド                 | 6-7(6-8), 6-4, 3-6           |
| 準優勝 | 4.  | 2013年7月28日  | アトランタ             | ハード        | ジョン・イスナー                 | 7-6(7-3), 6-7(2-7), 6-7(2-7) |
| 準優勝 | 5.  | 2014年2月23日  | デルレイビーチ         | ハード        | マリン・チリッチ                 | 6-7(6-8), 7-6(9-7), 4-6      |
| 準優勝 | 6.  | 2014年3月1日   | アカプルコ             | ハード        | グリゴール・ディミトロフ         | 6-7(1-7), 6-3, 6-7(5-7)      |
| 準優勝 | 7.  | 2015年2月16日  | メンフィス             | ハード (室内) | 錦織圭                           | 4-6, 4-6                     |
| 準優勝 | 8.  | 2015年6月21日  | ロンドン               | 芝            | アンディ・マリー                 | 3-6, 4-6                     |
| 優勝   | 3.  | 2015年8月29日  | ウィンストン・セーラム | ハード        | ピエール＝ユーグ・エルベール     | 6-4, 7-5                     |
| 準優勝 | 9.  | 2017年8月6日   | ワシントンD.C.         | ハード        | アレクサンダー・ズベレフ         | 4-6, 4-6                     |
| 準優勝 | 10. | 2017年9月10日  | 全米オープン           | ハード        | ラファエル・ナダル               | 3-6, 3-6, 4-6                |
| 準優勝 | 11. | 2018年1月6日   | プネー                 | ハード        | ジル・シモン                     | 6-7(4-7), 2-6                |
| 優勝   | 4.  | 2018年2月18日  | ニューヨーク           | ハード (室内) | サム・クエリー                   | 4-6, 6-3, 7-6(7-1)           |
| 準優勝 | 12. | 2018年3月3日   | アカプルコ             | ハード        | フアン・マルティン・デル・ポトロ | 4-6, 4-6                     |
| 準優勝 | 13. | 2018年7月15日  | ウィンブルドン         | 芝            | ノバク・ジョコビッチ             | 2-6, 2-6, 6-7(3-7)           |
| 優勝   | 5.  | 2018年10月28日 | ウィーン               | ハード (室内) | 錦織圭                           | 6-3, 7-6(7-3)                |
| 優勝   | 6.  | 2019年1月5日   | プネー                 | ハード        | イボ・カロビッチ                 | 7-6(7-4), 6-7(2-7), 7-6(7-5) |
| 優勝   | 7.  | 2021年7月18日  | ニューポート           | 芝            | ジェンソン・ブルックスビー       | 7-6(10-8), 6-4               |

### ダブルス: 4回 (1勝3敗)
| 結果   | No. | 決勝日         | 大会           | サーフェス    | パートナー               | 対戦相手                                  | スコア                      |
| ------ | --- | -------------- | -------------- | ------------- | ------------------------ | ----------------------------------------- | --------------------------- |
| 準優勝 | 1.  | 2012年2月19日  | サンノゼ       | ハード (室内) | フランク・モーサー       | マーク・ノールズ グザビエ・マリス         | 4-6, 6-1, [5-10]            |
| 準優勝 | 2.  | 2012年8月5日   | ワシントンD.C. | ハード        | サム・クエリー           | トレト・ユーイ ドミニク・イングロット     | 6-7(7-9), 7-6(11-9), [5-10] |
| 優勝   | 1.  | 2014年3月1日   | アカプルコ     | ハード        | マシュー・エブデン       | フェリシアーノ・ロペス マックス・ミルヌイ | 6-3, 6-3                    |
| 準優勝 | 3.  | 2014年10月26日 | バレンシア     | ハード (室内) | ジェレミー・シャルディー | ジャン＝ジュリアン・ロジェ ホリア・テカウ | 4-6, 2-6                    |

## 成績

### グランドスラム成績
略語の説明
| W | F | SF | QF | #R | RR | Q# | LQ | A | Z# | PO | G | S | B | NMS | P | NH |

W=優勝, F=準優勝, SF=ベスト4, QF=ベスト8, #R=#回戦敗退, RR=ラウンドロビン敗退, Q#=予選#回戦敗退, LQ=予選敗退, A=大会不参加, Z#=デビスカップ/BJKカップ地域ゾーン, PO=デビスカップ/BJKカッププレーオフ, G=オリンピック金メダル, S=オリンピック銀メダル, B=オリンピック銅メダル, NMS=マスターズシリーズから降格, P=開催延期, NH=開催なし.
| 大会           | 2008 | 2009 | 2010 | 2011 | 2012 | 2013 | 2014 | 2015 | 2016 | 2017 | 2018 | 2019 | 2020 | 2021 | 2022 | 2023 | 2024 | 通算成績 |
| -------------- | ---- | ---- | ---- | ---- | ---- | ---- | ---- | ---- | ---- | ---- | ---- | ---- | ---- | ---- | ---- | ---- | ---- | -------- |
| 全豪オープン   | 1R   | 1R   | 1R   | 1R   | 3R   | 4R   | 4R   | 4R   | 1R   | A    | 1R   | 2R   | 2R   | 1R   | 1R   | A    | A    | 13–13    |
| 全仏オープン   | Q2   | Q3   | 1R   | 2R   | 3R   | 4R   | 4R   | 3R   | 1R   | 4R   | 4R   | A    | 3R   | 1R   | A    | A    | A    | 19–11    |
| ウィンブルドン | 1R   | Q1   | 1R   | 2R   | 1R   | 3R   | 4R   | 4R   | 1R   | 4R   | F    | 3R   | NH   | 2R   | A    | A    | A    | 20–12    |
| 全米オープン   | Q1   | Q1   | 3R   | 3R   | 1R   | 2R   | 3R   | QF   | 3R   | F    | 4R   | A    | 1R   | 2R   | A    | Q2   | A    | 23–11    |

### 大会最高成績
| 大会                 | 成績 | 年               |
| -------------------- | ---- | ---------------- |
| ATPファイナルズ      | SF   | 2018             |
| インディアンウェルズ | QF   | 2013, 2014, 2018 |
| マイアミ             | QF   | 2011, 2018, 2019 |
| モンテカルロ         | 2R   | 2013             |
| マドリード           | SF   | 2018             |
| ローマ               | 3R   | 2013, 2015       |
| カナダ               | SF   | 2018             |
| シンシナティ         | 3R   | 2015, 2016, 2018 |
| 上海                 | QF   | 2015             |
| パリ                 | QF   | 2014             |
| オリンピック         | 2R   | 2008             |
| デビスカップ         | PO   | 2011             |
| ATPカップ            | RR   | 2020             |